# 이노아

이노아(1990년 2월 8일 ~ )은 대한민국의 배우이다.

## 학력
- 서울예술대학교 사진과

## 출연작

### 드라마
- 《O'PENing - 로드 투 외과의사》 (tvN, 2025년) - 김혜민 역
- 《우리 영화》 (SBS, 2025년)
- 《내일》 (MBC, 2022년) - 허나영 역
- 《유 레이즈 미 업》 (Wavve, 2021년) - 희진 역
- 《슬기로운 의사생활 2》 (tvN, 2021년) - 이영하 역
- 《브람스를 좋아하세요?》 (SBS, 2020년) - 채송희 역
- 《영혼수선공》 (KBS2, 2020년) - 황보영 역
- 《슬기로운 의사생활》 (tvN, 2020년) - 이영하 역
- 《조선생존기》 (TV조선, 2019년) - 구슬이 역
- 《당신의 하우스헬퍼》 (KBS2, 2018년) - 최나리 역
- 《네 이웃의 아내》 (JTBC, 2013년)

### 영화
- 《해야 할 일》 (2024년) - 홍재이 역
- 《데드맨》 (2024년) - 이혼조정위원 역
- 《3일의 휴가》 (2023년) - 여자 손님 역
- 《믿을 수 있는 사람》 (2023년) - 미선 역
- 《보이지 않아》 (2023년) - 서윤 역
- 《가을이 여름에게》 (2022년) - 오민희 역
- 《겹겹이 여름》 (2022년) - 박연 역
- 《기방도령》 (2019년) - 대금열녀 2 역

### 연극
- 《사랑을 주세요》
- 《돌아온 오박사》
- 《어린신부》

## 수상
- 2015년 : 대한민국 광고모델 선발대회 20대 은상